# Żaba moczarowa

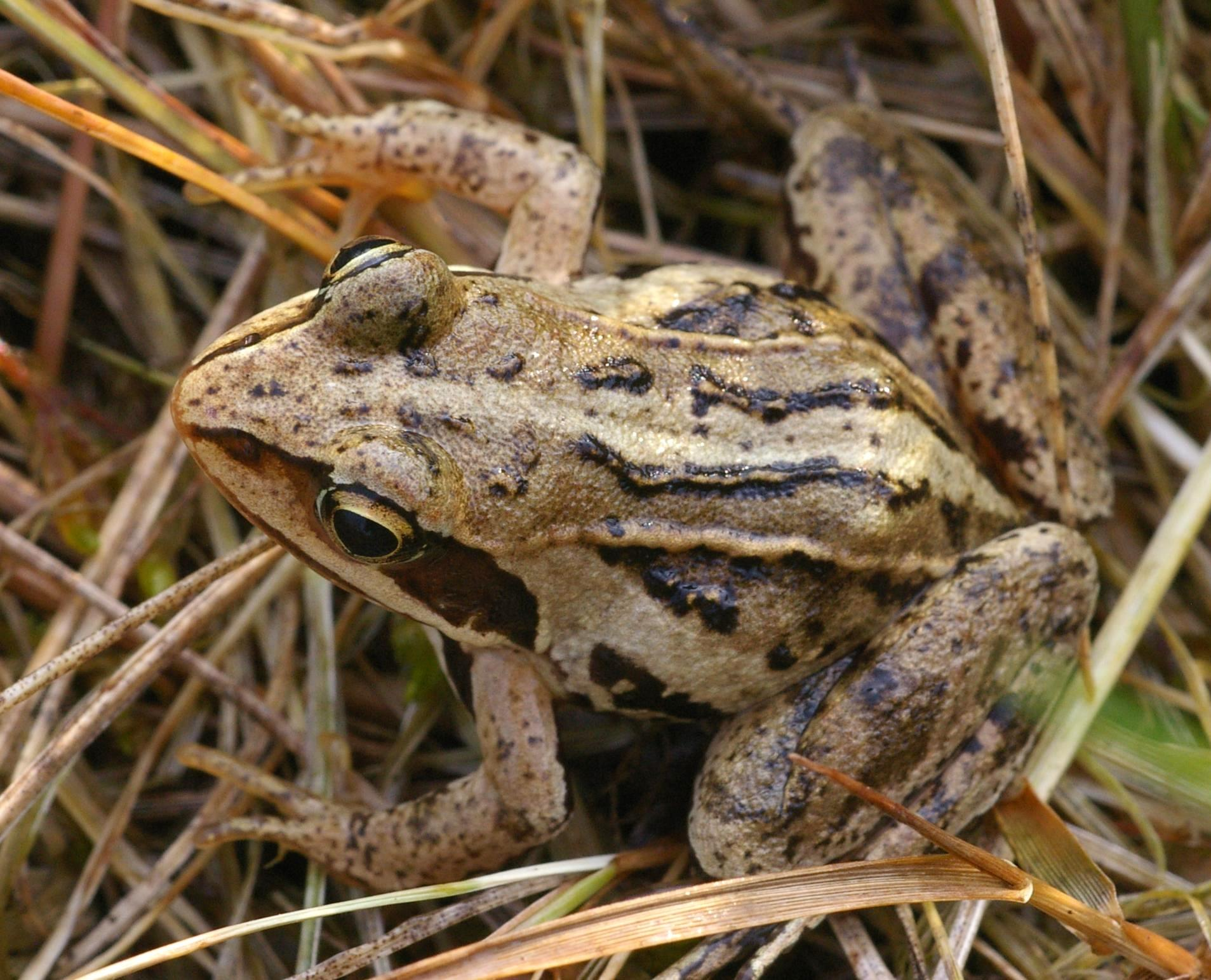
Osobnik młodociany

Żaba moczarowa (Rana arvalis) – gatunek płaza bezogonowego z rodziny żabowatych (Ranidae), należący do nieformalnej grupy żab brunatnych.

## Występowanie
Obszar występowania żaby moczarowej obejmuje północną, środkową i wschodnią Europę na wschód po północną i środkową Azję. Zasięg rozciąga się od północno-wschodniej Francji, Belgii, Holandii, Niemiec, Danii, Szwecji, południowo-wschodniej Norwegii i Finlandii na południe po Alpy i północną Rumunię oraz na wschód po Syberię (aż po Jakucję i rejon jeziora Bajkał na wschodzie), północny i centralny Kazachstan, skrajnie północną część prowincji Sinciang w północno-zachodnich Chinach oraz północną Mongolię. Na północy zasięg sięga aż po koło podbiegunowe, a nawet nieco je przekracza. W Polsce występuje dość pospolicie, ale wyłącznie na nizinach. Na znacznym obszarze swojego zasięgu występuje sympatrycznie z żabą trawną (Rana temporaria).

## Budowa
Długość ciała samic 4–8 cm, masa ciała 8–24 g, długość ciała samców 4–8 cm, masa ciała 8–30 g. Ciało delikatnej budowy, błona bębenkowa mniejsza od oka, oczy wypukłe. Skóra cienka i gładka. Na grzbiecie ciała wyraźnie widoczne fałdy grzbietowe. Ubarwienie podobne do ubarwienia żaby trawnej. Grzbiet ciała ubarwiony na różne odcienie koloru brązowego i pokryty licznymi, ciemniejszymi plamami. Brzuch biały, lub kremowy. Skóra na wewnętrznych powierzchniach kończyn tylnych jest przezroczysta. Cechą gatunkową żaby moczarowej jest występowanie okrągłych, niemal czarnych plam okolic brzeżnych ciała.

## Biotop
Wykazuje większe od pozostałych żab występujących w Polsce przystosowanie do życia w środowisku lądowym, żyć może nawet w dość suchych biotopach. Jest bowiem bardziej wytrzymała na brak wody. Występuje na łąkach, w lasach świerkowych, liściastych, polanach śródleśnych, a nawet w suchych terenach o podłożu wapiennym. Można ją spotkać w dzień nie tylko podczas deszczu, jak większość płazów, ale także przy słonecznej pogodzie. Często przebywa na zupełnie odkrytych terenach. Występuje na terenach podmokłych oraz na suchych łąkach.

## Tryb życia
Dobowa aktywność tego gatunku jest prawdopodobnie zależna od regionu występowania. Żywi się ślimakami, dżdżownicami, pająkami, owadami i ich larwami i innymi drobnymi zwierzętami. W chłodniejszych regionach zapada w sen zimowy – odbywa się to na lądzie, w różnych norach ziemnych, wnękach pod korzeniami drzew, pod stertami gałęzi lub pod darnią łąk. Budzi się ze snu zimowego zwykle w marcu i od razu rozpoczyna wędrówkę do najbliższych zbiorników wodnych, by odbyć gody i złożyć jaja. Ponieważ zimują dość daleko od stawów, wędrówka trwa dosyć długo. Podczas tej wędrówki nie zachodzi ampleksus.

## Gody
Dymorfizm płciowy u żab z tego gatunku jest dobrze wykształcony. Godujący samiec ma na palcach przednich kończyn duże czarne modzele godowe, wyraźnie widoczne rezonatory i obwisłe fałdy skórne. Charakterystyczną cechą jest pojawienie się szaty godowej. Godujący samiec ma grzbiet i boki ciała ubarwione na kolor jaskrawo niebieski. U samic brak szaty godowej. W stawach wcześniej pojawiają się samce. Żaby w czasie godów gromadzą się na płyciznach oraz wśród trzcin i sitowia. Samce podczas godowania wydają donośne głosy i są bardzo ruchliwe (ale tylko te, które nie są w stanie ampleksus). Są przy tym bardzo ostrożne i przy każdym podejrzanym głosie lub ruchu kryją się i milkną.

## Rozród
Samice składają jaja głównie nocą. Znajdujący się na nich samiec (w stanie ampleksus) wypuszcza w tym samym czasie plemniki. Zapłodnienie następuje w wodzie. Głównym okresem składania jaj w Polsce jest koniec kwietnia, gdy woda osiągnie temperaturę przynajmniej 10 stopni Celsjusza. Jaja (tzw. skrzek) składane są jednorazowo i w jednym miejscu w postaci kulistej bryły. Liczba jaj składanych przez jedną samicę wynosi od 700 do 3000. Kijanki wylęgają się już z wykształconą płetwą ogonową, która służy im do poruszania się w wodzie. Oddychają za pomocą skrzeli zewnętrznych, które już na samym początku rozwoju kijanki przekształcają się w skrzela wewnętrzne. Odżywiają się odcedzając cząstki organiczne z wody lub zeskrobując je z roślin i przedmiotów w wodzie. W toku rozwoju powiększa się ich wielkość i wyrastają im kończyny. Na pewien czas przed przeobrażeniem przestają rosnąć. Młode osobniki po przeobrażeniu mają długość ok. 10–15 mm i wychodzą na ląd, zwykle podczas deszczu. Dojrzewają płciowo po 3 latach.

## Ochrona
Gatunek ujęty w załączniku IV dyrektywy siedliskowej, co zobowiązuje wszystkie państwa Unii Europejskiej do objęcia go ochroną gatunkową, w tym zapewnienia ochrony miejsc rozrodu i odpoczynku. Na terenie Polski gatunek ten jest objęty ścisłą ochroną gatunkową.